# Bunić
Bunić (serb. Бунић) – wieś w Chorwacji, w żupanii licko-seńskiej, w gminie Udbina. Leży w regionie Lika. W 2011 roku liczyła 133 mieszkańców.